# Oliver Platt
Oliver James Platt, född 12 januari 1960 i Windsor i Ontario, är en amerikansk skådespelare. Han har verkat på såväl teaterscenen som film och TV. Han har nominerats till en Golden Globe Award, ett Tony Award, två Screen Actors Guild Awards och fyra Primetime Emmy Awards.
Platt gifte sig med Mary Camilla Bonsal Campbell år 1992. Paret har tre barn.

## Filmografi i urval

### Film
| År   | Titel                                  | Roll                                        | Anmärkningar |
| ---- | -------------------------------------- | ------------------------------------------- | ------------ |
| 1988 | Gift med maffian                       | FBI Agent Ed Benitez                        |              |
| 1988 | Working Girl                           | Lutz                                        |              |
| 1989 | Robinson Kruse                         | Mr. Newby                                   |              |
| 1990 | Dödlig puls                            | Randy Steckle                               |              |
| 1990 | Vykort från drömfabriken               | Neil Bleene                                 |              |
| 1992 | Beethoven                              | Harvey                                      |              |
| 1992 | Diggstown                              | Daniel Patrick O'Shannon 'Fitz' Fitzpatrick |              |
| 1993 | The Temp                               | Hartsell                                    |              |
| 1993 | Ett oanständigt förslag                | Jeremy                                      |              |
| 1993 | Benny & Joon                           | Eric                                        |              |
| 1993 | De tre musketörerna                    | Porthos                                     |              |
| 1995 | Tall Tale                              | Paul Bunyan                                 |              |
| 1995 | Funny Bones                            | Tommy Fawkes                                |              |
| 1996 | Beslut utan återvändo                  | Dennis Cahill                               |              |
| 1996 | Juryn – A Time to Kill                 | Harry Rex Vonner                            |              |
| 1998 | En kvinnas öde                         | Maffio Venier                               |              |
| 1998 | Bulworth                               | Dennis Murphy                               |              |
| 1998 | The Impostors                          | Maurice                                     |              |
| 1998 | Dr. Dolittle                           | Dr. Mark Weller                             |              |
| 1998 | Ett litet mirakel – Simon Birch        | Ben Goodrich                                |              |
| 1999 | Lake Placid                            | Hector Cyr                                  |              |
| 1999 | Three to Tango                         | Peter Steinberg                             |              |
| 1999 | 200-årsmannen                          | Rupert Burns                                |              |
| 2000 | Ready to Rumble                        | Jimmy 'The King' King                       |              |
| 2000 | Gun Shy                                | Fulvio Nesstra                              |              |
| 2001 | Don't Say a Word                       | Dr. Louis Sachs                             |              |
| 2002 | Liberty Stands Still                   | Victor Wallace                              |              |
| 2002 | Ash Wednesday                          | Moran                                       |              |
| 2002 | Zig Zag                                | Mr.Walters / The Toad                       |              |
| 2003 | Pieces of April                        | Jim Burns                                   |              |
| 2003 | Hope Springs                           | Doug Reed                                   |              |
| 2004 | Kinsey                                 | Herman B Wells                              |              |
| 2005 | The Ice Harvest                        | Pete Van Heuten                             |              |
| 2005 | Casanova                               | Paprizzio                                   |              |
| 2007 | The Ten                                | Marc Jacobson                               |              |
| 2007 | Martian Child                          | Jeff                                        |              |
| 2008 | Frost/Nixon                            | Bob Zelnick                                 |              |
| 2009 | Wonder Woman                           | Hades (röst)                                |              |
| 2009 | Year One                               | Överstepräst                                |              |
| 2009 | 2012                                   | Carl Anheuser                               |              |
| 2010 | Please Give                            | Alex                                        |              |
| 2010 | Love & Other Drugs                     | Bruce Jackson                               |              |
| 2010 | Letters to Juliet                      | Bobby                                       |              |
| 2011 | X-Men: First Class                     | Man i svart kostym                          |              |
| 2012 | The Oranges                            | Terry Ostroff                               |              |
| 2012 | Chinese Zodiac                         | Lawrence                                    |              |
| 2012 | Ginger & Rosa                          | Aktivist                                    |              |
| 2013 | Legends of Oz: Dorothy's Return        | Wiser The Owl (voice)                       |              |
| 2013 | Sagan om prinsessan Kaguya             | Lord Minister of The Right Abe              |              |
| 2013 | Lucky Them                             | Giles                                       |              |
| 2014 | Chef                                   | Ramsey Michel                               |              |
| 2014 | Kill the Messenger                     | Jerome Ceppos                               |              |
| 2014 | Cut Bank                               | Joe Barrett                                 |              |
| 2014 | A Merry Friggin' Christmas             | Hobo Santa                                  |              |
| 2015 | One More Time                          | Alan Sternberg                              |              |
| 2016 | The Ticket                             | Bob                                         |              |
| 2016 | The 9th Life of Louis Drax             | Dr. Perez                                   |              |
| 2016 | Shut In                                | Dr. Wilson                                  |              |
| 2016 | Rules Don't Apply                      | Forester                                    |              |
| 2017 | Professor Marston and the Wonder Women | Max Gaines                                  |              |
| 2020 | I'm Thinking of Ending Things          | The Voice (röst)                            |              |

### TV
| År        | Titel               | Roll               | Anmärkningar |
| --------- | ------------------- | ------------------ | ------------ |
| 2000–2001 | Deadline            | Wallace Benton     | 13 avsnitt   |
| 2001–2005 | Vita huset          | Oliver Babish      | 8 avsnitt    |
| 2004–2006 | Huff                | Russell Tupper     | 25 avsnitt   |
| 2007–2008 | Nip/Tuck            | Freddy Prune       | 4 avsnitt    |
| 2009–2011 | Bored to Death      | Richard Antrem     | 6 avsnitt    |
| 2010–2013 | The Big C           | Paul Jamison       | 40 avsnitt   |
| 2012–2018 | American Experience | Berättare (röst)   | 11 avsnitt   |
| 2014      | Fargo               | Stavros Milos      | 5 avsnitt    |
| 2014–2017 | Sofia den första    | Everburn (röst)    | 2 avsnitt    |
| 2015–2016 | Chicago P.D.        | Dr. Daniel Charles | 9 avsnitt    |
| 2015–2017 | Chicago Fire        | Dr. Daniel Charles | 8 avsnitt    |
| 2015–     | Chicago Med         | Dr. Daniel Charles | 198 avsnitt  |
| 2015      | The Good Wife       | R.D.               | 3 avsnitt    |
| 2015      | Bessie              | Carl Van Vechten   | TV-film      |
| 2015–2017 | Modern Family       | Martin             | 2 avsnitt    |
| 2017      | Chicago Justice     | Dr. Daniel Charles | 2 avsnitt    |
| 2022–     | The Bear            | Uncle Jimmy        |              |